# Gongkang Lu
Gongkang Lu (chiń. 共康路站) – stacja metra w Szanghaju, na linii 1. Zlokalizowana jest pomiędzy stacjami Tonghe Xincun i Pengpu Xincun. Została otwarta 28 grudnia 2004.